# アリシューザ級軽巡洋艦 (初代)
| アリシューザ級軽巡洋艦（初代） | アリシューザ級軽巡洋艦（初代）                                                                                                  |
| ------------------------------ | --- |
| 竣工時の「アリシューザ」       | |
| 艦級概観                       | |
| 艦種                           | 軽巡洋艦 |
| 艦名                           | |
| 前級                           | タウン級軽巡洋艦 (初代) |
| 次級                           | カロライン級軽巡洋艦 |
| 性能諸元                       | |
| 排水量                         | 常備：3,750トン 満載：-トン |
| 全長                           | 436.0 ft （132.9 m） |
| 水線長                         | 410.0 ft （125.0 m） |
| 全幅                           | 39 ft （11.9 m） |
| 吃水                           | 13.5 ft （4.1 m） |
| 機関                           | ヤーロウ式重油専焼水管缶8基 +パーソンズ式（アリシューザとアンドーンテッドのみブラウン・カーチス式）直結タービン2組4軸推進       |
| 最大出力                       | 40,000HP |
| 最大速力                       | 28.5 kt |
| 航続距離                       | -ノット/-海里 |
| 燃料                           | 重油：870トン |
| 乗員                           | 276 - 282名 |
| 兵装（竣工時）                 | Mk XII 15.2cm（45口径）単装速射砲2基 Mk IV 10.2cm（50口径）単装速射砲6基 4.7cm単装高角砲1基 53.3cm連装魚雷発射管2基4門          |
| 兵装（1919年時）               | Mk XII 15.2cm（45口径）単装速射砲3基 Mk IV 10.2cm（50口径）単装速射砲4基 7.62cm（45口径単装高角砲2基 53.3cm連装魚雷発射管4基8門 |
| 装甲                           | 舷側：76mm（水線機関部のみ）、38 - 51mm（水線末端部） 甲板：25mm（機関部のみ） 主砲防盾：102mm（最厚部） 司令塔：76mm（最厚部） |

アリシューザ級軽巡洋艦（アリシューザきゅうけいじゅんようかん、英: Arethusa class Light Cruisers）は、主に北海で行動することを想定して建造されたイギリス海軍の軽巡洋艦の艦級。同型艦8隻。全艦とも1912年9月に発注され、第一次世界大戦に従軍した。
（第二次世界大戦当時のアリシューザ級についてはアリシューザ級軽巡洋艦 (2代)を参照のこと。）

## 概要
本級はイギリス海軍の1911年に軽巡洋艦の速力向上を目的に設計され、1912年度海軍計画において一挙8隻が建造された。本級の特色として機関を駆逐艦で使用されていたものを採用しており燃料は重油のみとなった。これにより従来の巡洋艦が25ノット台であった速力が本級では28ノット台の高速を得ることができた。ボイラー数もタウン級の12基から8基へと減少したために前級まで4本煙突であったのがアリシューザ級は1本減少して3本煙突となり、中央の1本のみ他より直径がやや大きくなった。
基本設計は初期の偵察巡洋艦のそれを引き継いでおり、北海で駆逐艦隊と共に行動することを考えられていたが、乾舷の少ない旧態化した短船首楼型船体を引き続き採用していた一方で、前級であるタウン級の後期建造艦に取り入れられた舷側防御を引き継いでおり防御面においては進歩したものになっていた。各艦の建造費用は平均して285,000ポンドであった。
第一次世界大戦中、本級の各艦は21インチ魚雷発射管1対の増設や対空火器の強化などの改装を施された。また「アンドーンテッド」以外の艦は機雷敷設可能とされ、また8隻中5隻は後部の4インチ連装砲を6インチ単装砲に交換した。そのため、艦内は非常に窮屈なものとなった。

## 艦形

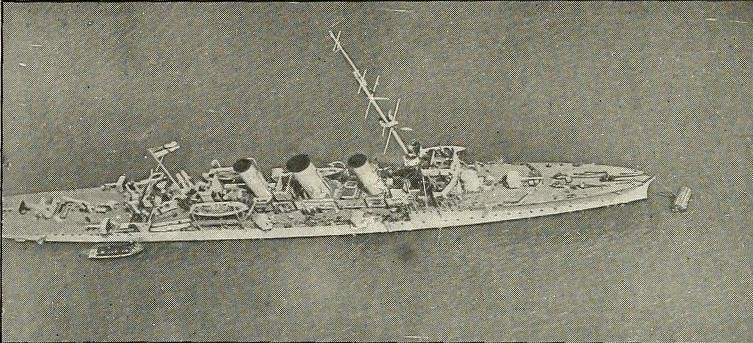
1910年代に撮られた「アンドーンテッド」

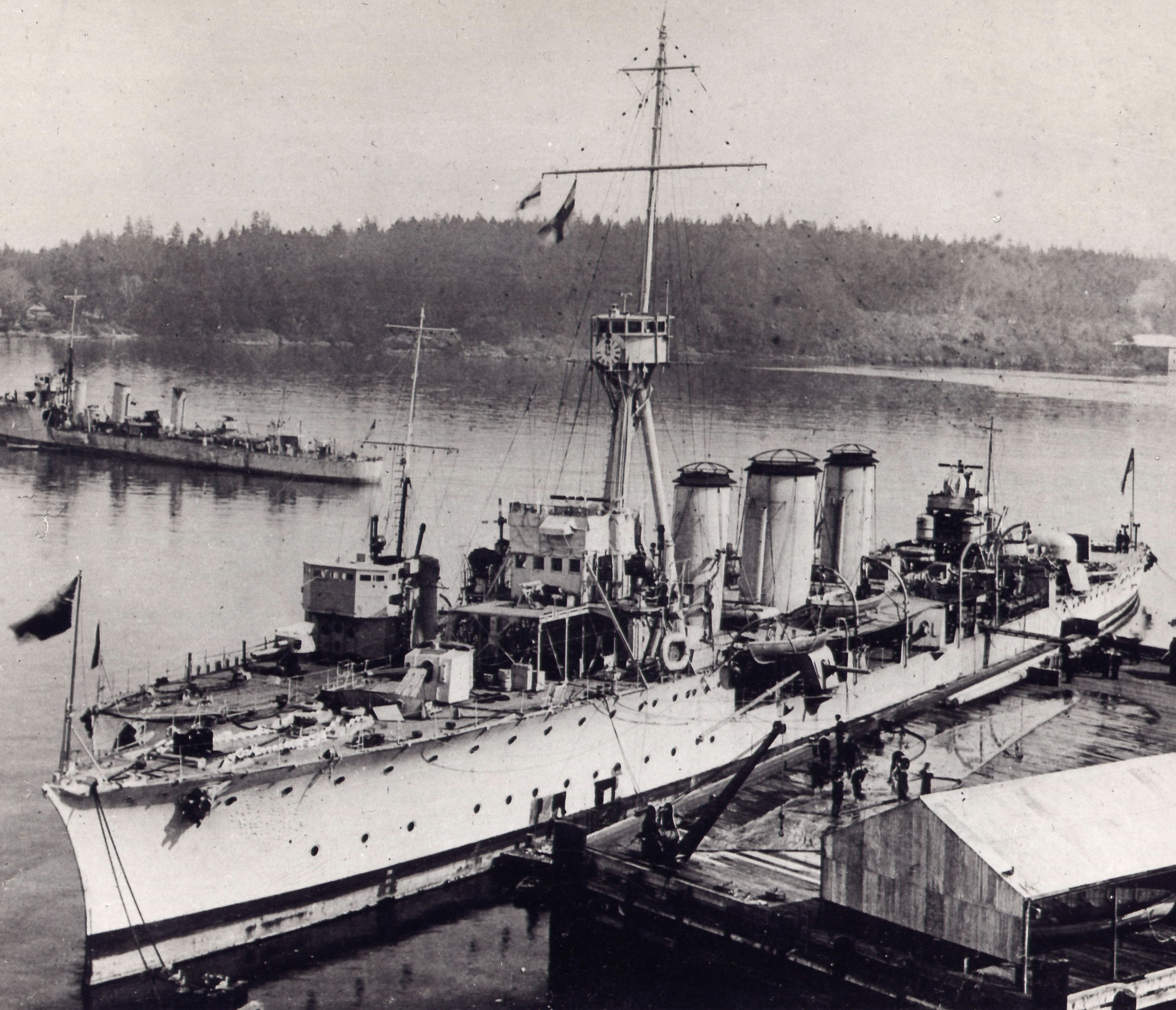
1921年に撮られた「オーロラ」

本級の船体は短船首楼型船体を採用していた。艦首は垂直に切り立った艦首から中央部に主砲の「Mk XII 15.2cm（50口径）速射砲」を防盾の付いた単装砲架で1基、司令塔と艦橋と単脚式の前部マストが立つ。等間隔に並ぶ3本の煙突の舷側は艦載艇置き場となっており、艦載艇は2本1組のボート・ダビットが片舷3組で計6組により運用された。左右の舷側甲板上に副武装の10.2cm速射砲が防盾の付いた単装砲架で片舷3基ずつ配置されていた。後部甲板上の見張り所を挟み込むように53.3cm魚雷発射管が連装で片舷1基ずつ計2基配置された。その後方に15.2cm主砲が後ろ向きに1基が配置された。
戦訓に基づいて1918年に10.2cm速射砲6基のうち艦尾側の2基を撤去し、15.2cm速射砲1基を追加して3基とした。更に前部マストも頂上部に射撃方位盤室を載せた三脚型となり、後部甲板上に簡素な後部マストを追加した。

## 兵装

### 主砲

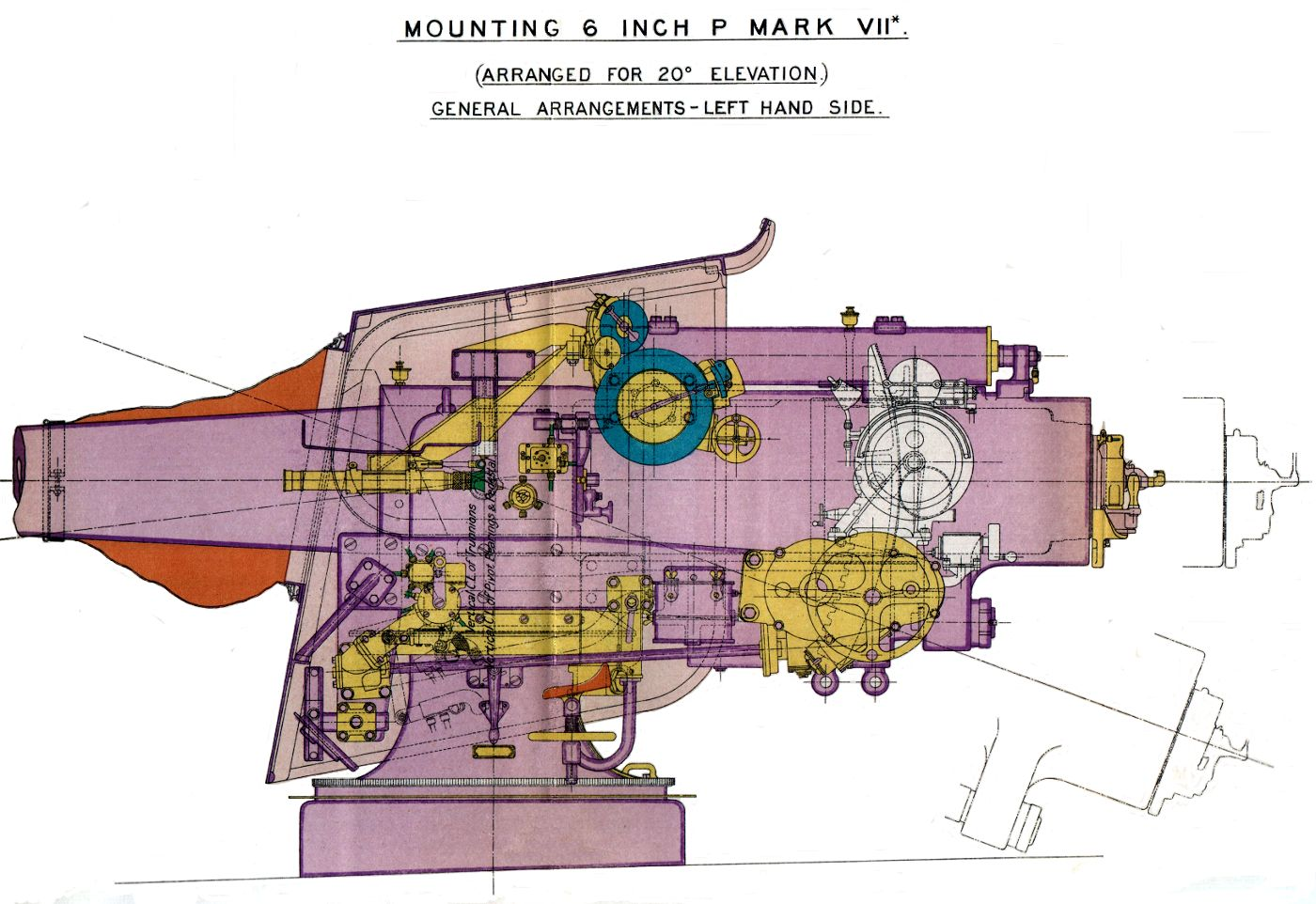
15.2cm（45口径）速射砲のイラスト

主砲は本級から「Mk XII 1913年型 15.2cm（45口径）速射砲」を採用した。その性能は重量45.36kgの砲弾を仰角15度で12,344mまで届かせられるこの砲を単装砲架で2基を搭載したが1918年に3基となった。砲架の俯仰能力は仰角15度・俯角7度で旋回角度は240度の旋回角度を持っていたが実際は上部構造物により射界の制限を受けた。砲の旋回、砲身の上下・砲弾の装填の動力は人力を必要とした。発射速度は毎分5 - 7発である。

### 備砲、魚雷兵装

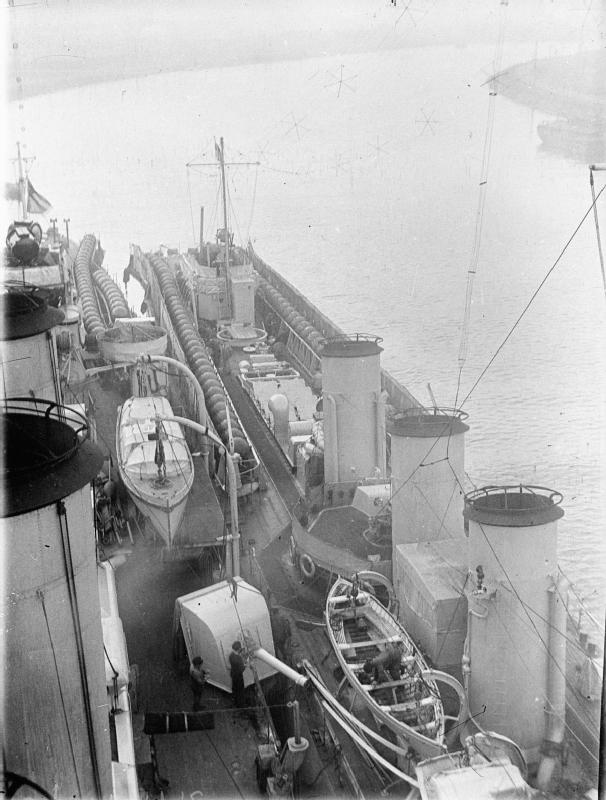
左側は「オーロラ」の舷側部の10.2cm速射砲。右側の機雷を満載した艦はマークスマン級駆逐艦「アブディール」

副武装として「Mk V 1913年型 10.2cm（40口径）速射砲」を採用した。その性能は重量14.06kgの砲弾を仰角20度で8,780mまで届かせられるこの砲を単装砲架で6基搭載したが1918年に4基となった。砲架の俯仰能力は仰角20度・俯角10度で旋回角度は360度の旋回角度を持っていたが実際は上部構造物により射界の制限を受けた。砲の旋回、砲身の上下・砲弾の装填の動力は人力を必要とした。発射速度は毎分13発である。
他に対空火器として「ヴィッカース 1900年型 Mk I 4.7cm（50口径）速射砲」を採用している。1.5kgの砲弾を仰角80度で4,570mまで到達できた。単装砲架は360度の旋回角度を持っていたが実際は上部構造物により射界の制限を受けた。俯仰は仰角80度・俯角5度で発射速度は毎分25発だった。これを単装砲架で1基を搭載した。他に主砲では手に負えない相手への対抗として53.3cm魚雷発射管を連装2基ずつ装備したが後に1917年に4基8門となった。
就役後の1915年に本級は対空火器として4.7cm高射砲1基を撤去し、替りに「7.62cm（45口径）高角砲」を単装砲架で1基を搭載したが1917年にさらに1基追加して7.62cm高射砲は2基となった。

## 機関
本級はヤーロウ式重油混焼水管缶8基とパーソンズ式直結タービンを高速タービン1基と低速タービン1基を1組として2組4軸推進で最大出力40,000hp、最大速力28.5ノットを発揮した。なお、「アリシューザ」と「アンドーンテッド」のみタービンはブラウン・カーチス式だった。機関配置は第一次大戦前の「装甲巡洋艦」と同じく機関区前部にボイラー室、後部に機関室を置く旧時代的な配置を採っていた。

## 同型艦
- アリシューザ（HMS Arethusa） - チャタム工廠にて1912年10月28日起工、1913年10月25日進水、1914年8月竣工。1916年2月11日、フェリックストウ沖で触雷沈没。
- オーロラ（HMS Aurora） - デヴォンポート工廠にて1912年10月24日起工、1913年10月30日進水、1914年9月竣工。1920年11月、カナダ海軍に移籍。1927年解体。
- ガラティア（HMS Galatea） - ウィリアム・ベアドモア社にて1913年1月9日起工、1914年5月14日進水、1914年12月竣工。1921年10月25日、解体のため売却。
- インコンスタント（HMS Inconstant） - ベアドモア社にて1913年4月3日起工、1914年6月6日進水、1915年1月竣工。1922年6月9日、解体のため売却。
- ペネロピ（HMS Penelope） - ヴィッカース・バーロー社にて1913年2月1日起工、1914年8月25日進水、1914年12月竣工。1916年4月25日、ドイツの潜水艦UB-29の雷撃により損傷を受けたが修理された。1924年10月。解体のため売却。
- フェートン（HMS Phaeton） - ヴィッカース社にて1913年5月12日起工、1914年10月21日進水、1915年2月竣工。1923年1月16日、解体のため売却。
- ロイヤリスト（HMS Royalist） - ベアドモア社にて1913年1月3日起工、1915年1月14日進水、1915年3月竣工。1922年8月24日、解体のため売却。
- アンドーンテッド（HMS Undaunted） - フェアフィールド造船造機会社にて1912年12月21日起工、1914年4月28日進水、1914年8月竣工。1914年10月17日、ドイツの水雷艇4隻を沈めた戦闘に参加した。1923年4月9日、解体のため売却。

「ガラティア」、「インコンスタント」、「フェートン」および「ロイヤリスト」の4隻はユトランド沖海戦（1916年5月31日）に参加している。

## 参考図書
- 「世界の艦船 増刊第46集　イギリス巡洋艦史」（海人社）
- 「世界の艦船 2010年1月増刊号 近代巡洋艦史」（海人社）
- 「Conway All The World's Fightingships 1906–1921」（Conway）
- 「Conway All The World's Fightingships 1922-1946」（Conway）
- 「Jane's Fighting Ships Of World War I」（Jane）